# Красный курень смерти

Евгений Ангел — атаман Красного куреня смерти

Красный курень смерти (укр. Червоний курінь смерті; официальное название — Курень смерти имени Кошевого Ивана Сирка) — военное формирование Армии Украинской Народной Республики.
Курень был сформирован в конце 1918 г. на Черниговщине атаманом Ангелом. До конца января 1919 г. воевал против «красных». После того, как войска УНР оставили Черниговщину, курень остался на положении партизанского. Под давлением красной кавалерии отошел на Житомирщину. Вел бои с красноармейцами между Бердичевом и Козятином. После пленения чекистами атамана Ангела в конце 1919 г. фактически перестал существовать.
Атаман Ангел ввел в своем подразделении чрезвычайно яркую форму. Бойцы куреня носили красные жупаны поверх крестьянских свиток, на шапки нашивали длинные, более чем полуметровые шлыки с золотыми и серебряными кистями.